# 燕侯舞
燕侯舞（えんこうぶ、生没年不詳）は、燕の第3代君主。姓は姞、名は舞。諡号は不詳。燕侯旨の子とみられる。『史記』など伝世文献に見えず、瑠璃河遺跡出土の「燕侯舞易泡」の銘文によって、名を知られる。燕侯旨が死去すると、後を嗣いで燕侯となった。